# 星のオペラ
『星のオペラ』（ほしのおぺら）は羽海野チカ作の漫画作品。

## 概要
イースト・プレス「COMIC CUE Vol.300!」（2003年）掲載。同誌において企画された『ドラえもん』のリスペクト作品。もしもドラえもんの"ひみつ道具"があったら？というテーマで描かれた。
後に、集英社クイーンズコミックスより発行されている『ハチミツとクローバー』のコミックス10巻に併録された。

## ストーリー
イグルーという一族が住む、資源に恵まれない小さな星。そこには地球人の孤児・ハルも住んでいた。ハルはよく、「空いっぱいにうごめくアリのようなもの」の夢を見るが、それが何を意味するのか分からない。